# Onychogalea
Il genere Onychogalea Gray, 1841 comprende tre specie di Macropodidi noti come canguri o wallaby dalla coda unghiuta, diffusi in Australia. Questi si distinguono per la presenza di uno sperone corneo all'estremità della coda e sono attualmente piuttosto rari. Solo una specie (il wallaby dalla coda unghiuta) è sopravvissuta all'arrivo dei coloni europei: quello dall'unghia lunata è estinto, mentre quello dalle briglie è seriamente minacciato. I wallaby dalla coda unghiuta sono più piccoli di molti altri wallaby.

## Tassonomia
Questo genere comprende tre specie:
- il wallaby dalle briglie, Onychogalea frenata, diffuso in passato nel Queensland meridionale e nelle regioni interne del Nuovo Galles del Sud, ma che oggi sopravvive solamente nei pressi di Taunton, nel Queensland;
- il wallaby dall'unghia lunata, Onychogalea lunata, ormai estinto, diffuso un tempo nell'Australia Occidentale centro-meridionale e nel Territorio del Nord meridionale; e
- il wallaby dalla coda unghiuta, Onychogalea unguifera, diffuso in Australia settentrionale, negli Stati di Australia Occidentale, Territorio del Nord e Queensland.